# Andrena fratercula
Andrena fratercula är en biart som beskrevs av Warncke 1975. Andrena fratercula ingår i släktet sandbin, och familjen grävbin. Inga underarter finns listade i Catalogue of Life.